# Parroquia Santa María Reina de la Paz (Salamanca)
La Parroquia Santa María Reina de la Paz es un edificio católico ubicado en el fraccionamiento Las Reinas de la ciudad de Salamanca, Guanajuato, México. Pertenece desde 2004 a la diócesis de Irapuato. La festividad parroquial se celebra anualmente el último domingo de enero.

## Ubicación
El fraccionamiento de las Reinas fue fundado en el año de 1971, siendo divididas sus calles en paseos semicirculares. Cuenta con todos los servicios: comercio, hotel, restaurantes, transporte, escuelas hasta nivel de preparatoria y licenciatura, etc. La ocupación de sus habitantes es principalmente entre niños, adolescentes y jóvenes; cuenta con una gran cantidad de profesionistas, empleados, obreros y un número reducido de agricultores. La Parroquia Santa María Reina de la Paz tiene su dirección en Paseo de los Lagos, frente a las áreas recreativas con las que ahora cuenta. Entre los coros que participan durante las celebraciones se encuentra: El coro polifónico María Reina de la Paz, el coro Sinaí, el coro Israel y el Coro Mir.

## Historia
La parroquia tiene su origen a mediados de los años 1970 es importante destacar que en esa época, este fraccionamiento era atendido por la parroquia del Sagrado Corazón de Jesús. Por la inquietud y el deseo de sus escasos habitantes, en 1977 se celebraba la misa en algunas casas de los feligreses, posteriormente tomó posición en el lugar que actualmente tiene en Bulevar Las Reinas esquina con Avenida Las Lomas.
Oficiaba el cura  Tomás Ruiz  ó bien, los padres javerianos, entre ellos el padre Pazzinni  esto el domingo día del Señor a las 11:00 a. m. Se improvisaba en la cochera-jardín del lugar: colocando una manta o lona y cada uno llevaba su silla para asistir a la misa. Para entonces ya un grupo de colonos, de buenos principios morales, sociales y religiosos, se reunían con el párroco ya mencionado para solicitar la donación del terreno destinado a una capilla.

## Construcción

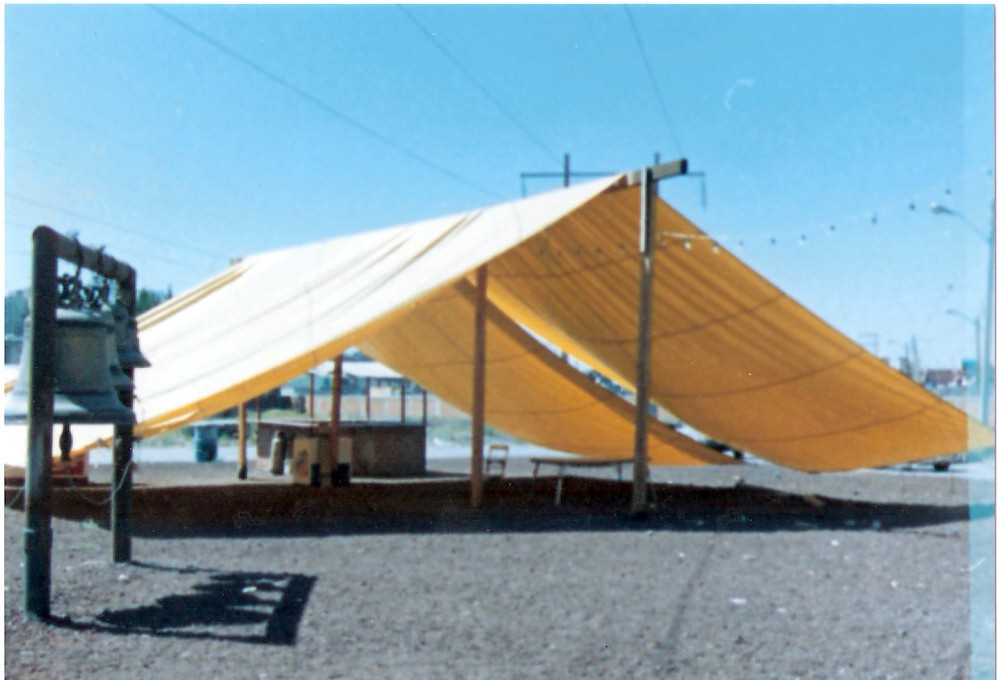
Improvisación de la misa.

El 10 de noviembre de 1983 se hizo la donación del predio, por la inmobiliaria salmantina, después de cumplir con los requisitos que este trámite conlleva. Aproximadamente a finales de octubre de 1989 se inicia la construcción del templo. Se nombra encargado de esta comunidad al presbítero Isidoro Ponce de León, en colaboración con el cura Fernando Franco Gil, de la parroquia del Sagrado Corazón de Jesús. Se le da en lo religioso grado de vicaría fija a esta naciente comunidad eclesial.

## Organización primaria

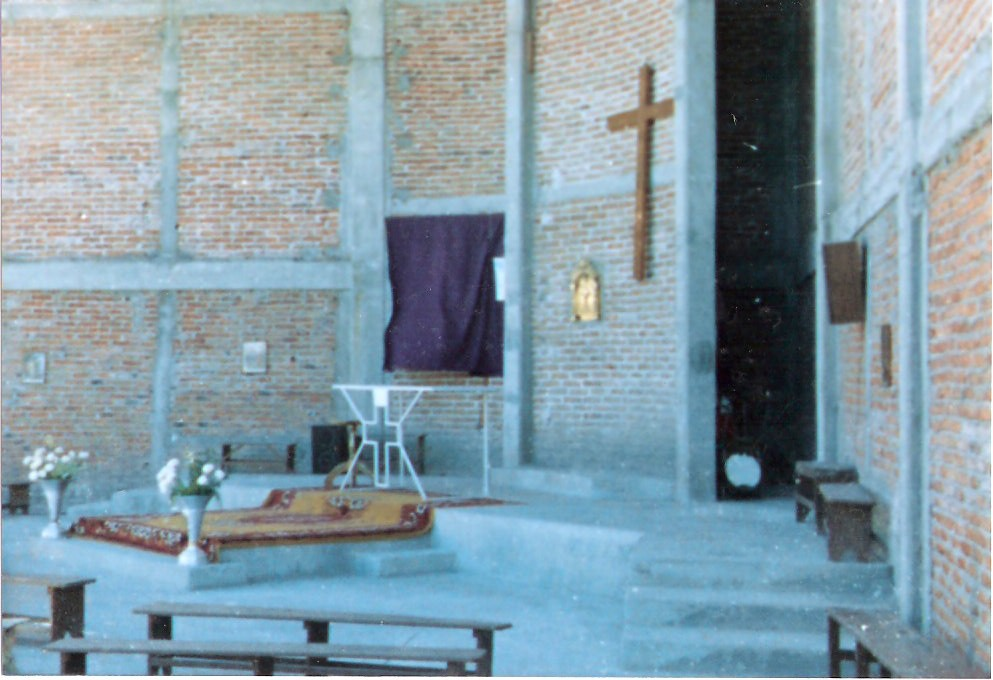
Misa de María Reina.

Atendiendo al llamado del primer sacerdote en esta incipiente comunidad y del Señor Párroco Fernando Franco Gil se constituyó un patronato pro-construcción con la participación de seis entusiastas matrimonios, con el firme propósito de edificar la iglesia tanto material como espiritual.
La formaban seis comisiones:
- Comisión de Obras
- Comisión Administrativa
- Comisión Religiosa
- Comisión Deportiva
- Comisión de Relaciones Sociales
- Comisión de Festejos

Este patronato se consolidó en febrero de 1990 dando buenos resultados en su participación comunitaria que se le encomendó. Actualmente se encuentra disuelto.

## Elección de la devoción mariana

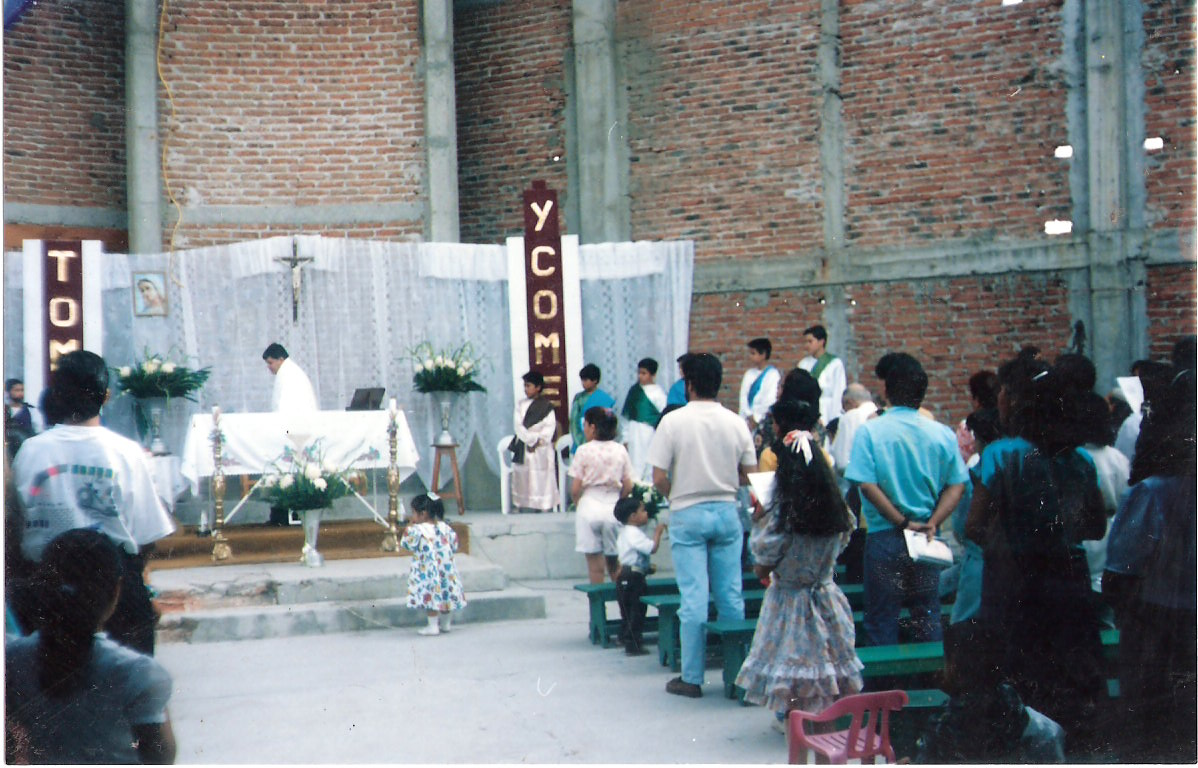
La eucaristía en una misa oficiada por el Padre Ponce.

Inspirados en las apariciones marianas de Medjugorje, Yugoslavia en 1989, nacía la devoción a rezar el Santo Rosario, en diferentes familias.
Buscando una identidad propia, se hace una encuesta en la comunidad, influyendo el nombre del fraccionamiento, la letanía del Santo Rosario, las propuestas eran:
- Santa María Reina de la Paz
- Virgen de San Juan de los Lagos
- María Reina

Elegido por la mayoría de los colonos la devoción a Santa María Reina de la Paz. Cuando finaliza la construcción de la iglesia, el arzobispo Alberto Suárez Inda erige la iglesia como parroquia el 18 de octubre de 2000.
Una vez elegida la advocación mariana ya señalada, se buscó la santa imagen oficial, asesorados por el párroco Fernando Franco Gil, para ello se contactó a una comunidad Salesiana de Religiosas (Juan Bosco) de Monterrey, Nuevo León, que a su vez solicitaron la imagen a Italia, con la firme promesa de hacerla llegar a la comunidad lo más pronto posible. Mientras tanto, se organizaba la rifa de una moto para reunir fondos para solventar la compra, flete y traslado de la imagen italiana, que hoy se puede apreciar en el interior de la parroquia.
El imagen de la virgen inicialmente llega al puerto de Corpus Christi, Texas. Fue en el mes de noviembre de 1991 cuando en una camioneta Panel Volkswagen propiedad del matrimonio Antonio Torres y Gloria Sánchez se trasladaron a Guadalupe, Nuevo León. Las siguientes personas: el párroco Fernando Franco Gil, el presbítero Salvador E. Tinoco Reyes, Jesús Mares, Antonio Tristán y Luis Rangel, con la misión de recoger y trasladar la sagrada imagen a Salamanca, Guanajuato.
Al llegar fueron atendidos por la comunidad de religiosas, visitaron en el sacro recinto al Santísimo Sacramento, agradeciendo la misión encomendada. Regresaron con la apreciada virgen. Mientras se acondicionó un nicho digno para la tan esperada virgen, se le dio temporalmente un espacio en la parroquia madre, es decir, la del Sagrado Corazón de Jesús. Por fin se eligió el 28 de junio de 1992 para hacer su entrada a su destinada comunidad parroquial de Las Reinas. 

## Historia importante

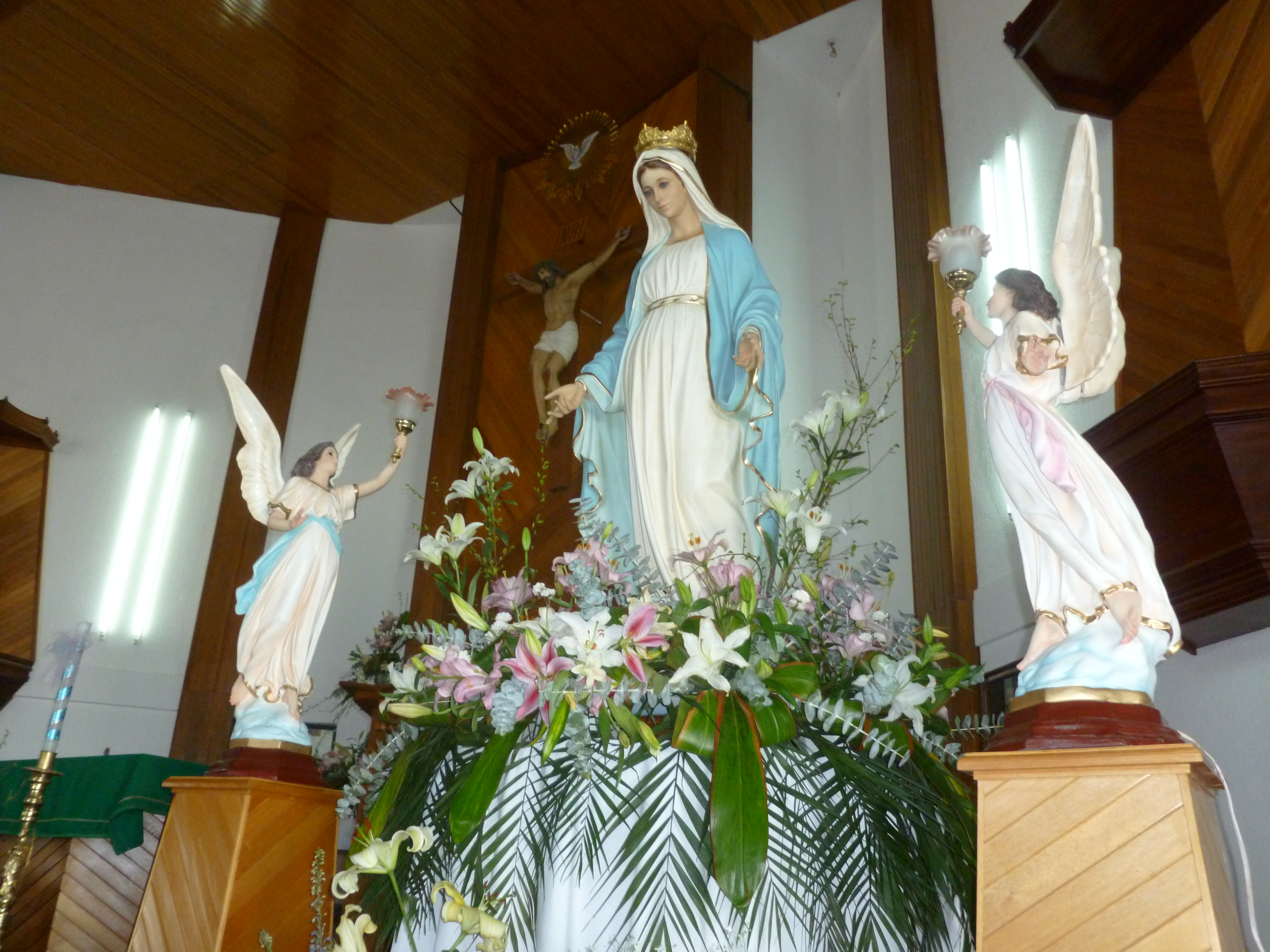
María Reina coronada.

Es coronada solemnemente el 30 de enero de 2005 por el Señor Obispo Francisco Moreno Barrón. El regalo más apreciado es la voluntad y distinción divina: 
- El terreno donado estaba destinado a una simple capilla.
- Se transformó por la llena de gracia (María) y nuestro Señor Jesús en vicaría fija, luego en Cuasi-parroquia y hoy reconocida Parroquia de Santa María Reina de la Paz, evangelizada y evangelizadora comunidad, perteneciente al decanato del Sagrado Corazón de Jesús; del obispado de Irapuato, Guanajuato.

Parroquias colindantes actualmente:
- al Sur: Parroquia del Sagrado Corazón
- al Norte: Parroquia de la Ordeña
- al Oriente: Parroquia de Cerro Gordo
- al Poniente: Parroquia de Cárdenas

Dentro del territorio parroquial se cuenta con las siguientes capellanías:
- 1.	Sardinas al Sagrado Corazón de Jesús
- 2.	Oteros a la Santa Cruz
- 3.	San Jacinto a San Miguel Arcángel
- 4.     Rancho de Guadalupe a Nuestra Señora de Guadalupe

El territorio de la Parroquia está dividido en 14 sectores, de los cuales 11 son urbanos y 3 son rurales:
- I Reinas
- II Reinas
- III Reinas
- IV Humanista 2
- V El Monte
- VI Campestre
- VII Infonavit 3
- VIII Primavera 1
- IX Primavera 2
- X San Jacinto
- XI Las Torres
- XII El Vergel
- XIII Sardinas
- XIV Oteros

Se cuenta con una población parroquial de 15,000 habitantes aproximadamente.
Se continúa trabajando en la expansión de la Parroquia, a mediados de enero de 2014 ya se ha fincado el atrio con barda y se pretende pavimentar completamente dicho sitio.
Actualmente en el año 2019, la parroquia luce diferente ya que se han implementado mejoras, como la ampliación de la sacristía, la remodelación de los baños, y sobre todo la construcción del lugar destinado para las criptas.

## Horarios de misas
| Horario de misas                       |
| Domingos                               |
| -------------------------------------- |
| 8 a. m., 11 a. m., 13 p. m. y 18 p. m. |
| Martes a sábado                        |
| 8.30 a. m. y 18 p. m.                  |

## Fiesta anual en honor a Santa María Reina de la Paz
Cada año la parroquia organiza una serie de eventos con motivo de la festividad de la patrona, dichos eventos, aunque en distinto orden, los listamos a continuación:
- Novena de rosarios a Santa María Reina de la Paz. 9 días antes de la festividad se organizan rosarios diarios entre 5 p. m. y 6 p. m.
- Velada Juvenil. Esta velada se estableció en 2008, la primera vez que se realizó contó con música, oración, apoyo audiovisual, reflexiones por parte de jóvenes y del párroco, actualmente se centra en cantos y porras solamente.
- Concierto de coros. Cada año se invita a los coros de la mayor parte del municipio de Salamanca a participar en un concierto dedicado a María Reina, cada coro participa con 2 cantos a la virgen, en 2011 se registró la mayor participación de coros con un total de 24. Cabe destacar la colaboración de los jóvenes en la organización, principalmente de grupos parroquiales como lo es el grupo Juventud de Cristo.
- Misa concelebrada. El párroco invita a sacerdotes de otros templos para celebrar una misa, esta misa pretende ser llevada a cabo el día más cercano a la fiesta, debido a que la mayoría de los sacerdotes no pueden asistir los domingos ya que tienen que celebrar misas en sus propios templos este año se llevó a cabo el día 24 de enero, precisamente día de la festividad de Nuestra Señora de la Paz.
- Kermesse. Se organiza una kermesse el día domingo más cercano a la festividad, este año será el 26 de enero, también los asistentes podrán observar diferentes obras realizadas por el padre durante su actual periodo como encargado, entre ellas: levantamiento de la barda del atrio con detalles de cruces en algunas columnas, jardineras y paso peatonal, además de la iluminación obtenida a través de la CFE.

Año 2019
Actualmente contamos con diferentes actividades que desde el año 2018 se tomaron como preparación de la fiesta de la virgen, actividades que comienzan desde el viernes 18 de enero y culminan el 27 de enero, cabe destacar entre ellas:
- Novena de Rosarios 6 p. m., así como los rosarios que se realizan en cada sector con imágenes que peregrinan por la comunidad parroquial.

- 18 de enero- con horario de 7:30 p. m. el evento de los padres cantantes.
- 19 de enero - con horario de 7:30 p. m. un Show de comediantes para público infantil
- 20 de enero - con horario de 7:30 p. m. Baile, en donde se presentan pasos de baile y se enseña a bailar.
- 21 de enero - con horario de 7:30 p. m. La voz María Reina, en donde participan personas del público para interpretar la canción que más les guste, y 3 jueces eligen al mejor.
- 22 de enero - con horario de 7:30 p. m. Se presenta el Canto dirigido a la virgen Akathistos interpretado por nuestro coro polifónico María Reina de la Paz.
- 23 de enero - con horario de 7:30 p. m. Tema: La espiritualidad de María, presidido por el padre Jesús Torres Chimal
- 24 de enero - con horario de 6:30 p. m. Misa presidida por el actual obispo de la Diócesis de Irapuato Mons. Enrique Díaz Díaz.
- 25 de enero - con horario de 7:30 p. m. Presentación de danzón,por el grupo Xidoo de Salamanca.
- 26 de enero - Confirmaciones en celebraciones con horario de 9:00 a. m. y 10:00 a. m.

Concierto de coros el cual se presentara en este año como en los anteriores, esta vez participando igual que años pasados con 2 cantos dirigidos a la virgen, este año siendo la encargada la directora del coro María Reina de la Paz, y recibiendo a los coros, el coro Sinaí.
- 27 de enero -

Empezamos el día con las mañanitas a nuestra señora desde las 8:00 a. m. seguidas por el rosario y las misas dominicales.
Y siguiendo con la gran kermesse, que comienza desde las 9 de la mañana con las ricas corundas, y con los antojitos mexicanos.